# Tokugawa Munetake
Tokugawa Munetake est un nom japonais traditionnel ; le nom de famille (ou le nom d'école), Tokugawa, précède donc le prénom (ou le nom d'artiste).
Tokugawa Munetake (徳川 宗武, 21 janvier 1716-15 juillet 1771) est un samouraï du milieu de l'époque d'Edo, aussi connu sous le nom de « Tayasu Munetake » (田安 宗武). Premier chef de la branche Tayasu du clan Tokugawa, ses revenus sont comparables à celui d'un daimyo bien qu'il ne le soit pas lui-même, mais sa résidence se trouve à l'intérieur de la porte Tayasu (Tayasu-mon, 田安門) du château d'Edo.
Deuxième fils du 8e shogun Tokugawa Yoshimune, Munetake est considéré par certains comme le choix logique pour hériter car il est à la fois en bonne santé et aussi bien éduqué. Cependant, Yoshimune préfère la voie de primogéniture, en choisissant plutôt son fils Ieshige comme héritier. Munetake tourne ensuite son attention vers l'écriture et l'érudition et met la maison Tayasu à part des deux autres maisons gosankyō en leur conservant un caractère austère. Il a plusieurs fils qui grandissent dans cet environnement spartiate, dont l'un est le célèbre réformateur Matsudaira Sadanobu.
En tant qu'érudit, Munetake est élève du kokugaku. Il étudie auprès de Kada Arimaro et Kamō Mabuchi et rédige finalement les textes kokugaku, Kokka hachiron yogen (国歌八論余言) et Tenkō-gon (天降言). Il est également un poète accompli.
En tant que chef de la prestigieuse maison Tayasu-Tokugawa, Munetake porte le titre de cour gon-chūnagon (権中納言) et le titre de 3e jusanmi (従三).

## Source de la traduction
- (en) Cet article est partiellement ou en totalité issu de l’article de Wikipédia en anglais intitulé « Tokugawa Munetake » (voir la liste des auteurs).